# قصبة (وحدة قياس)
القصبة هي وحدة لقياس الطول تساوي 5 1⁄2 ياردات، 161⁄2 قدم أو1⁄320 من الميل الشرعي. قدرها عبد الله باشا فكري في كتابه «الفوائد الفكرية للمكاتب المصرية» 3.55 مترًا. ومنذ تطبيق استخدام اليارد في 1 يوليو عام 1959م، أصبحت تساوي 5.0292 أمتار بالضبط. وطول القصبة مساوٍ لطول القصبة الرومانية القديمة (وحدة قياس) (perch) أو القضيب (pole). وفي اللغة الإنجليزية القديمة، كان مصطلح لاج (lug) يُستخدم أيضًا.